# Catedral basílica de la Asunción de la Virgen (Győr)
La Catedral Basílica de la Asunción de la Virgen o simplemente Catedral de Győr (en húngaro: Mennyekbe Fölvett Boldogságos Szűz Mária székesegyház) es un templo católico que sirve como catedral y Basílica en Györ, Hungría siendo la sede de la diócesis de Győr.
La primitiva iglesia románica del siglo XI fue destruida por los mongoles y reconstruida desde el XIII al siglo XV. Tras la expulsión de los turcos el interior fue rediseñado entre 1635 y 1650 por el maestro italiano Giovanni Battista Rava en el estilo del barroco temprano. La torre fue terminada solamente en 1680. El trabajo completo de la iglesia duró hasta la década de 1770. La última restauración se llevó a cabo entre 1968 y 1972. La catedral obtuvo en 1997 el estatus de Basílica menor, distinción otorgada por el Papa Juan Pablo II.

## Véase también

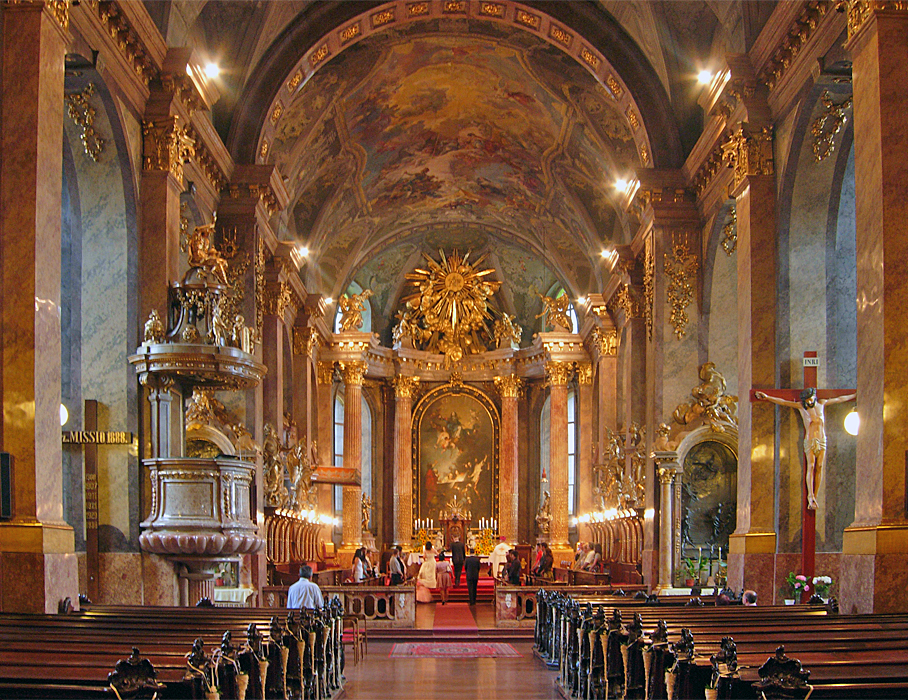
Vista interna